# Jarret
Jarret (okzitanisch: Iarret) ist eine französische Gemeinde mit 303 Einwohnern (Stand: 1. Januar 2022) im Département Hautes-Pyrénées in der Region Okzitanien (bis 2015 Midi-Pyrénées). Sie gehört zum Arrondissement Bagnères-de-Bigorre und zum Gemeindeverband Tarbes-Lourdes-Pyrénées. Die Einwohner werden Jarretois genannt.

## Geografie

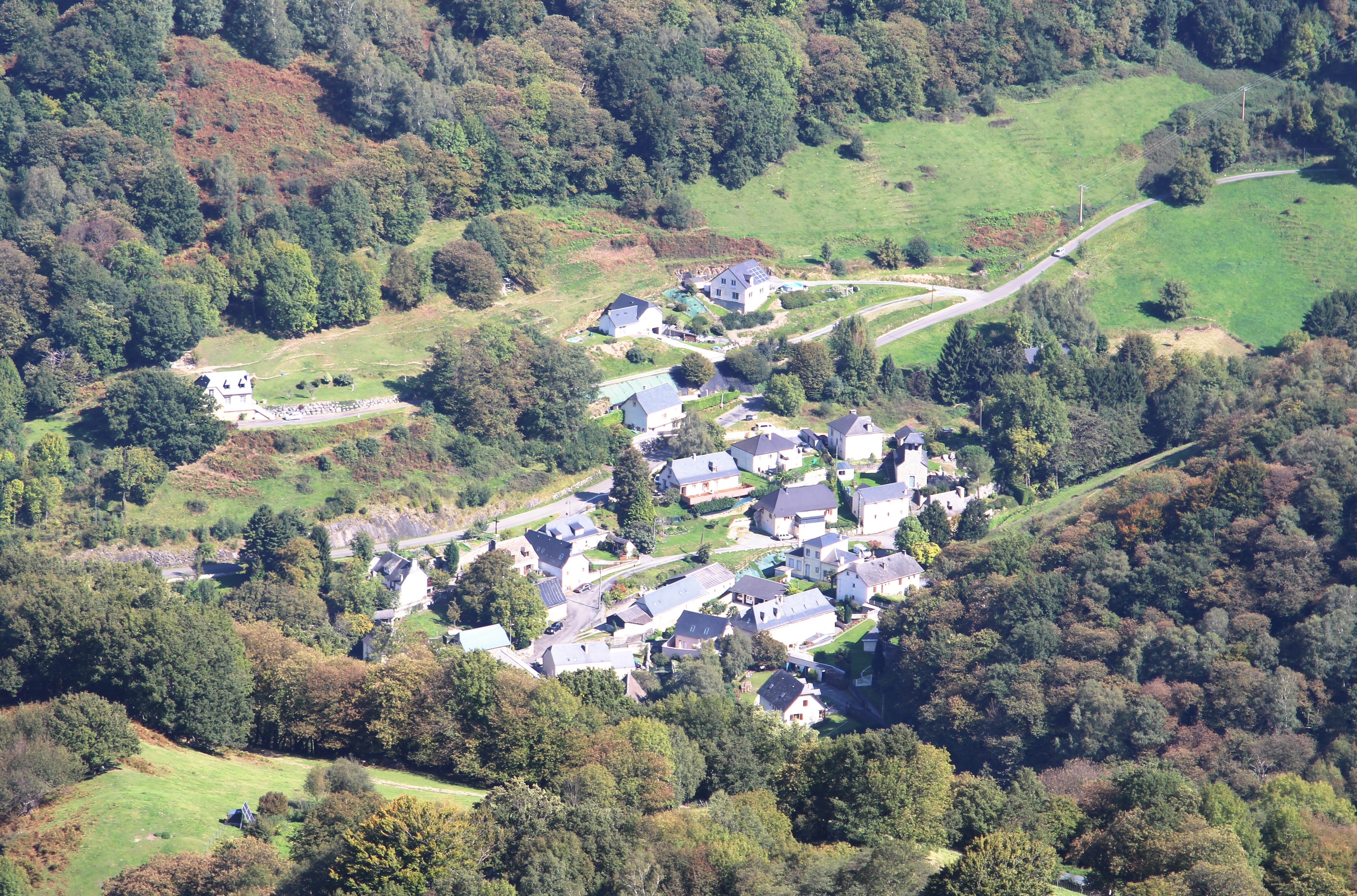
Blick auf Jarret

Die Gemeinde Jarret liegt im Lavedan innerhalb der Landschaft Bigorre in den Ausläufern der Pyrenäen, etwa 23 Kilometer südwestlich der Stadt Tarbes und vier Kilometer südöstlich des Wallfahrtsortes Lourdes. Das 4,43 km² große Gemeindegebiet von Jarret umfasst die Hochtäler des Ruisseau de Lousourm und des Ruisseau d’Ayné, die sich im Dorf Jarret zum Fluss Rieutort vereinen, der wenige Kilometer weiter in den Gave de Pau mündet sowie die im Süden der Gemeinde gelegenen Gipfel der Vorberge der Pyrenäen.
Die höchsten Gipfel in der Gemeinde Jarret:
- Soum de Basta 855 m
- Soum de Caubi 829 m
- Le Coustala 811 m
- Pré Conques 705 m
- Montagne du Castet 651 m

Etwa ein Drittel des Gemeindeareals ist bewaldet. Zur Gemeinde Jarret gehören die Dörfer Jarret (460 m), Lousourm (585 m, okzitanisch: Losorm) und Ayné (595 m, okzitanisch: Ainèr) sowie die Weiler Carrères (430 m), Lasbats (600 m), Plaou (520 m) und Léret (650 m).
Umgeben wird Jarret von den Nachbargemeinden Lézignan im Norden (Berührungspunkt), Les Angles im Nordosten, Artigues im Osten, Saint-Créac im Süden sowie Lourdes im Westen.

## Ortsname
Im zwischen 1200 und 1230 erschienenen Ortsverzeichnis der Bigorre (cartulaire de Bigorre) tauchte erstmals der Ortsname A Ierret auf. Es folgten die Schreibweisen de Gereta (lateinisch, 1342), Gerret (1429), Jerret (1736) sowie wieder Gerret (1738) und erstmals Jarret (1755 in einem Pfarrregister), ehe sich schließlich mit Erscheinen der Cassini-Karten Ende des 18. Jahrhunderts der heute noch gültige Name Jarret durchsetzte. Vermutlich geht der Name auf den markanten 951 m hohen Berg Pic du Jer zurück, der zwischen Jarret und Lourdes liegt und dessen Gipfel von Lourdes aus mit einer Standseilbahn (funiculaire) erschlossen ist.
Der Name des Dorfes Ayné erschien erstmals 1342 auf Lateinisch als de Aynerio und änderte sich von Ayner (1429) über Ainé (1760) zu Ayné (auf den Cassini-Karten zwischen 1770 und 1810).
Der Name des Dorfes Louzourm tauchte wie Jarret erstmals im Ortsverzeichnis der Bigorre (zwischen 1200 und 1220) als A Lozorn auf. Dieser Name entwickelte sich über de Lozornio (lateinisch, 1319), Lo Sorn und en loc deu Sorn (1429) und Lousour bzw. Louzour (1737, 1788) zum heute gebräuchlichen Louzourm.

## Bevölkerungsentwicklung
| Jahr      | 1962 | 1968 | 1975 | 1982 | 1990 | 1999 | 2006 | 2012 | 2021 |
| --------- | ---- | ---- | ---- | ---- | ---- | ---- | ---- | ---- | ---- |
| Einwohner | 132  | 121  | 132  | 184  | 225  | 219  | 290  | 297  | 308  |

Im Jahr 1800 wurde mit 48 Bewohnern die bisher niedrigste Einwohnerzahl ermittelt. Die Zahlen basieren auf den Daten von cassini.ehess und INSEE.

## Sehenswürdigkeiten

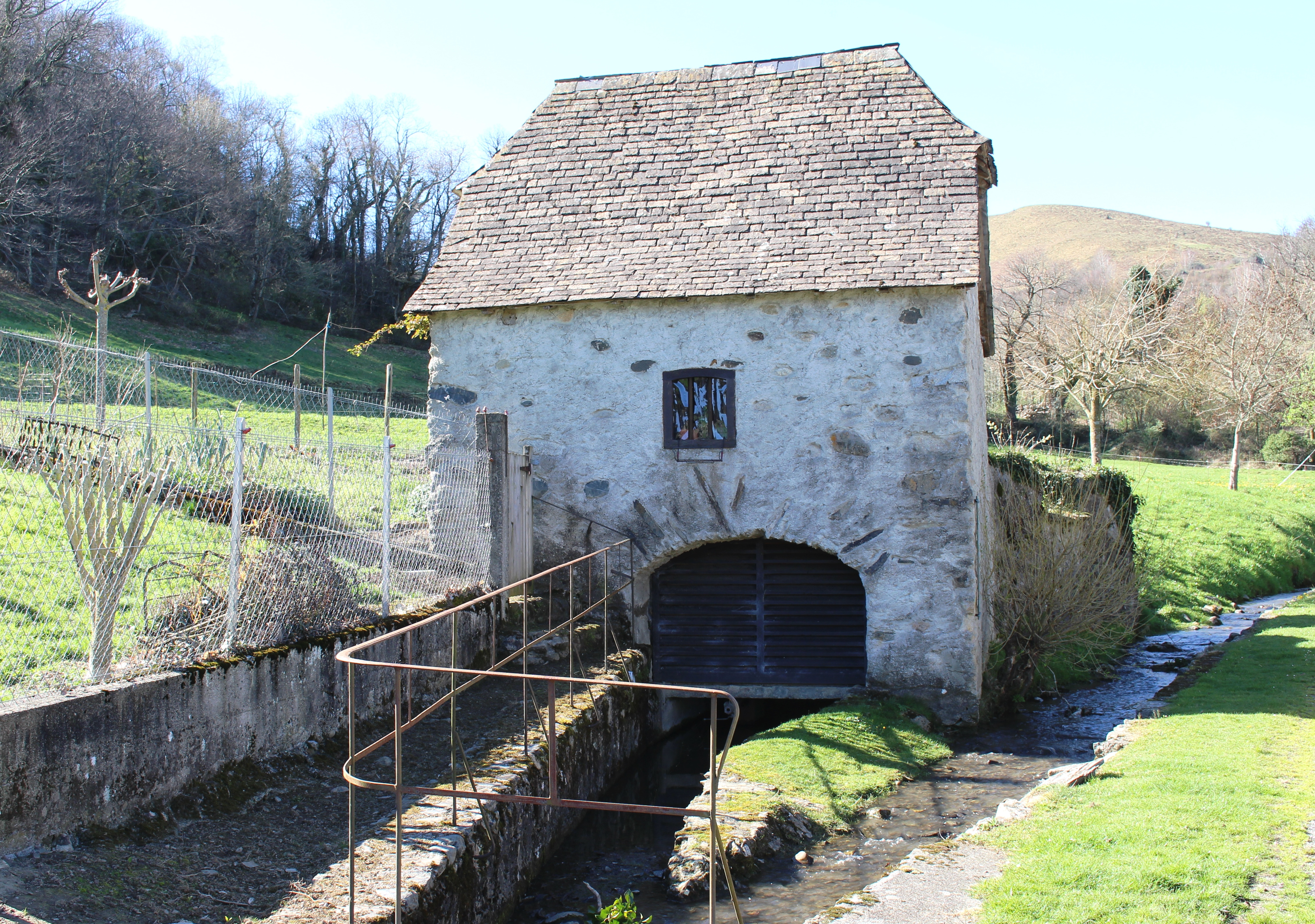
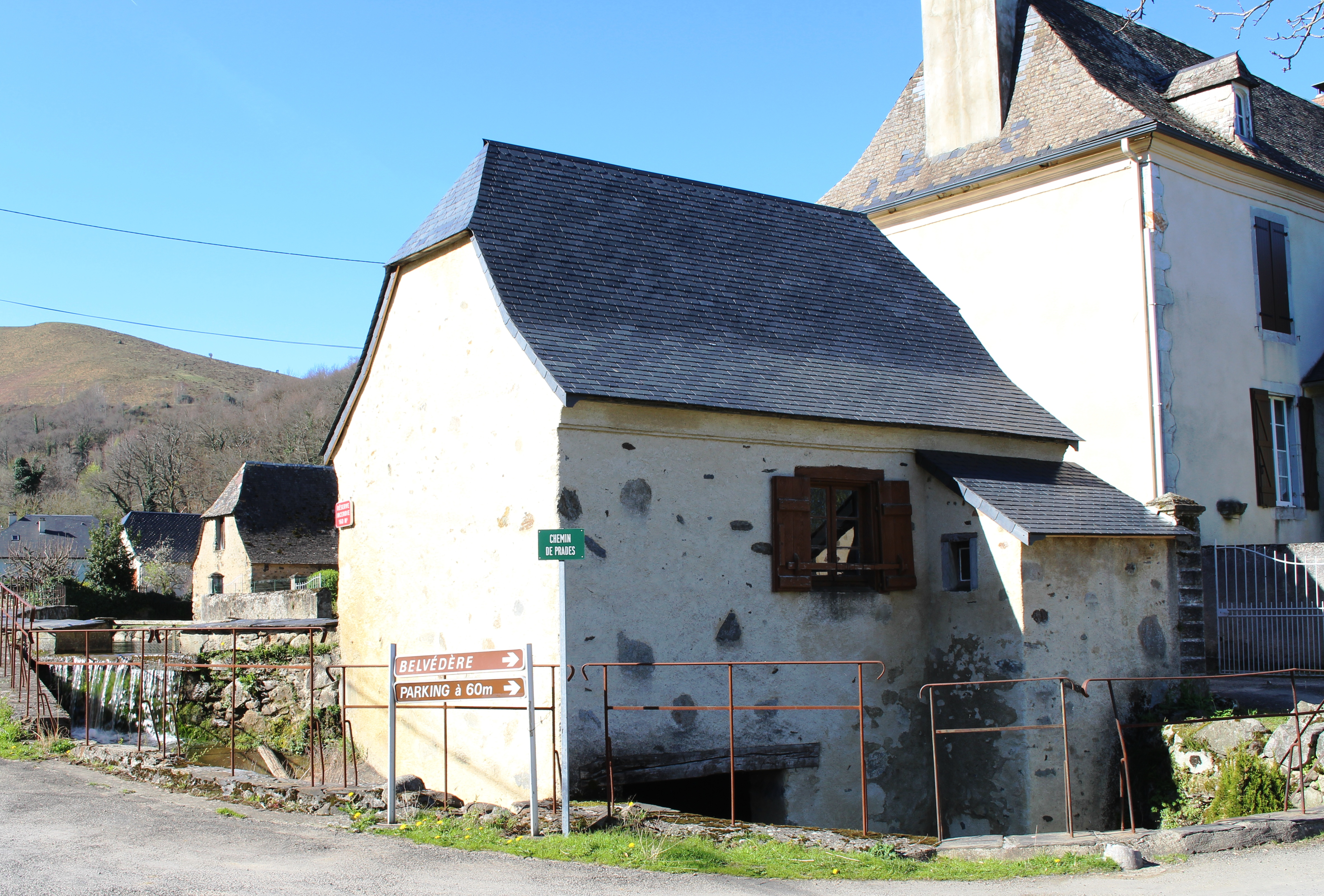

- Kirche Saint-Martin in Jarret
- Kirche Saint-Roch in Ayné

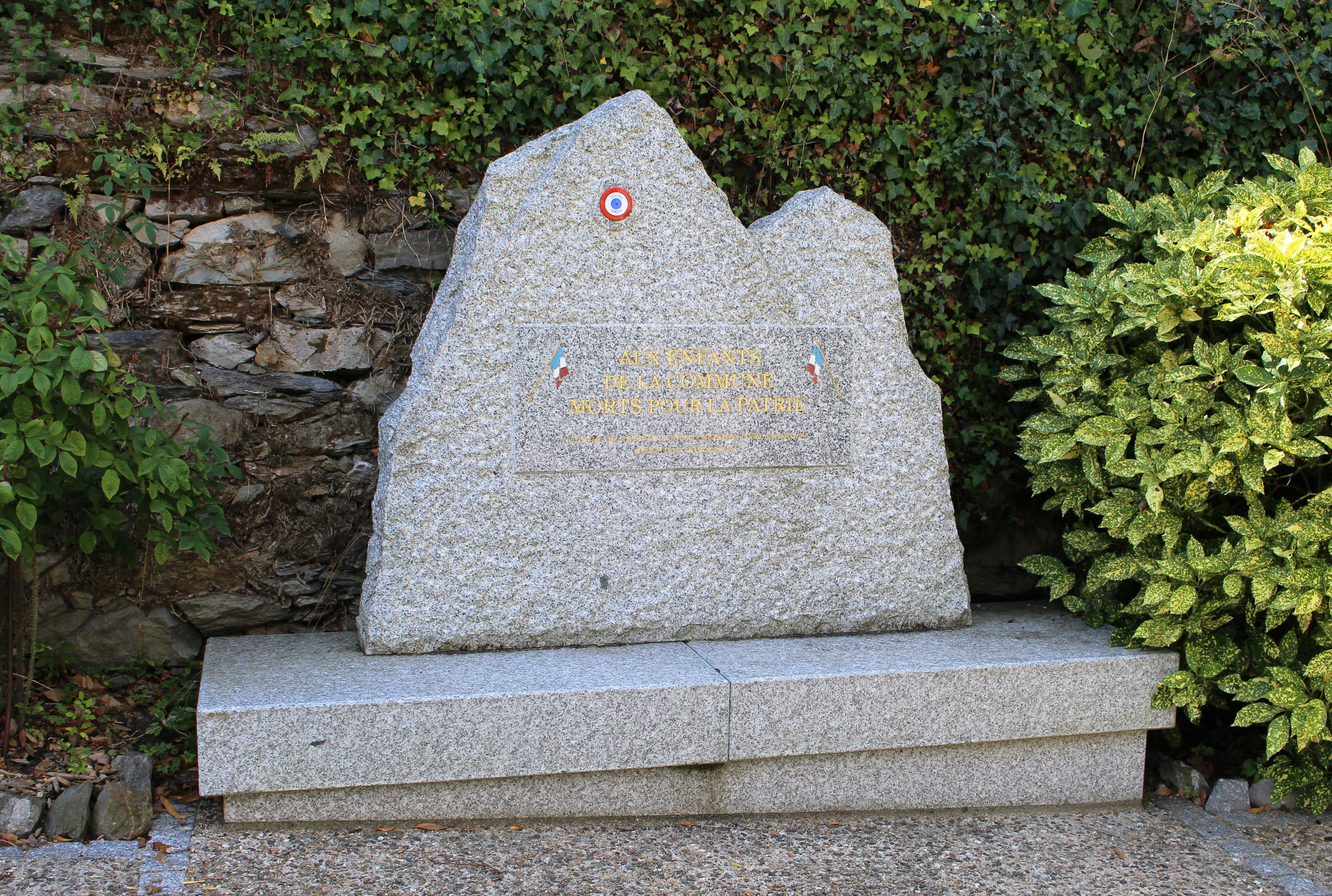
Gefallenendenkmal

- Kirche Saint-Jean-Baptiste in Louzourm

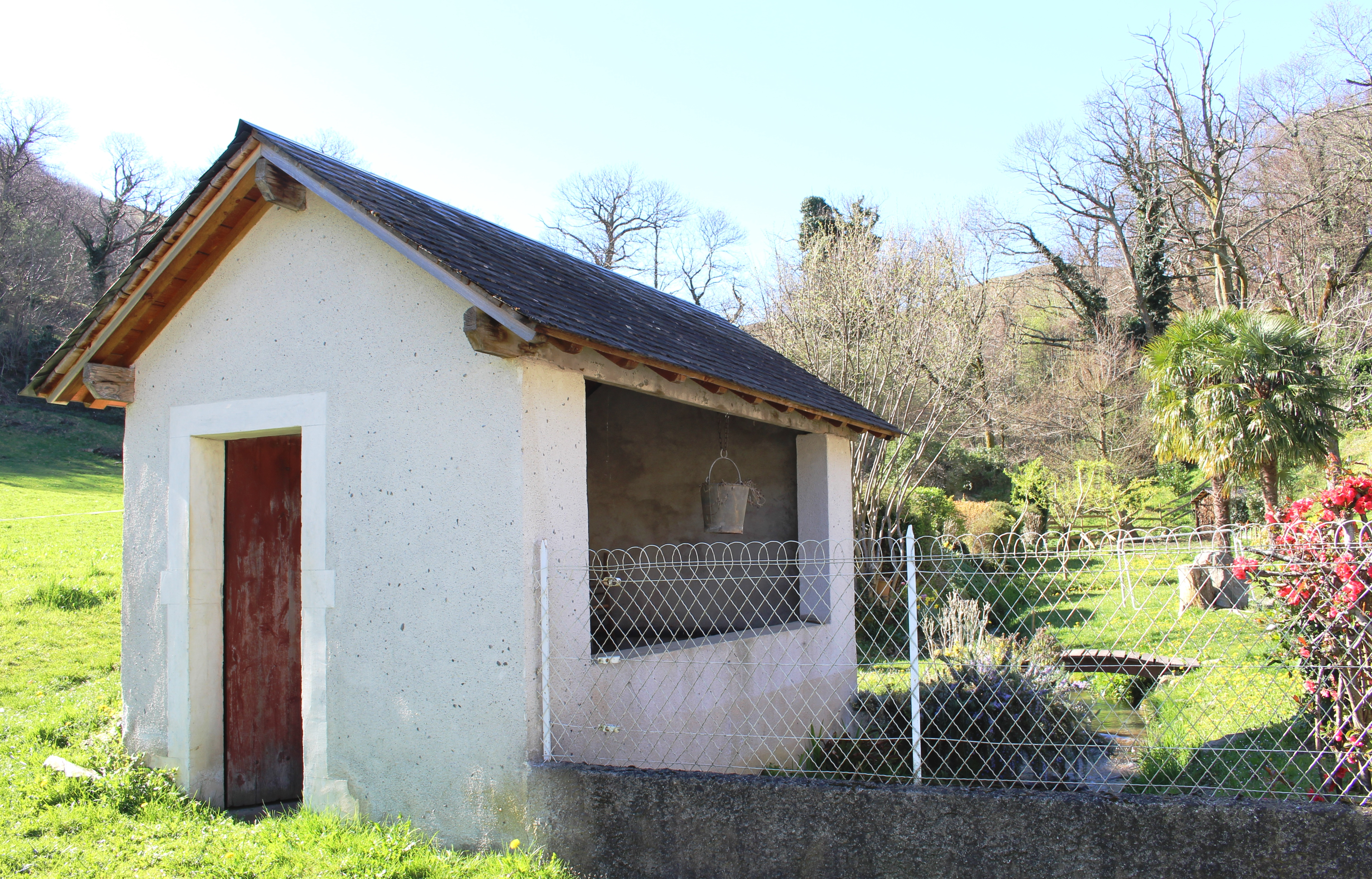
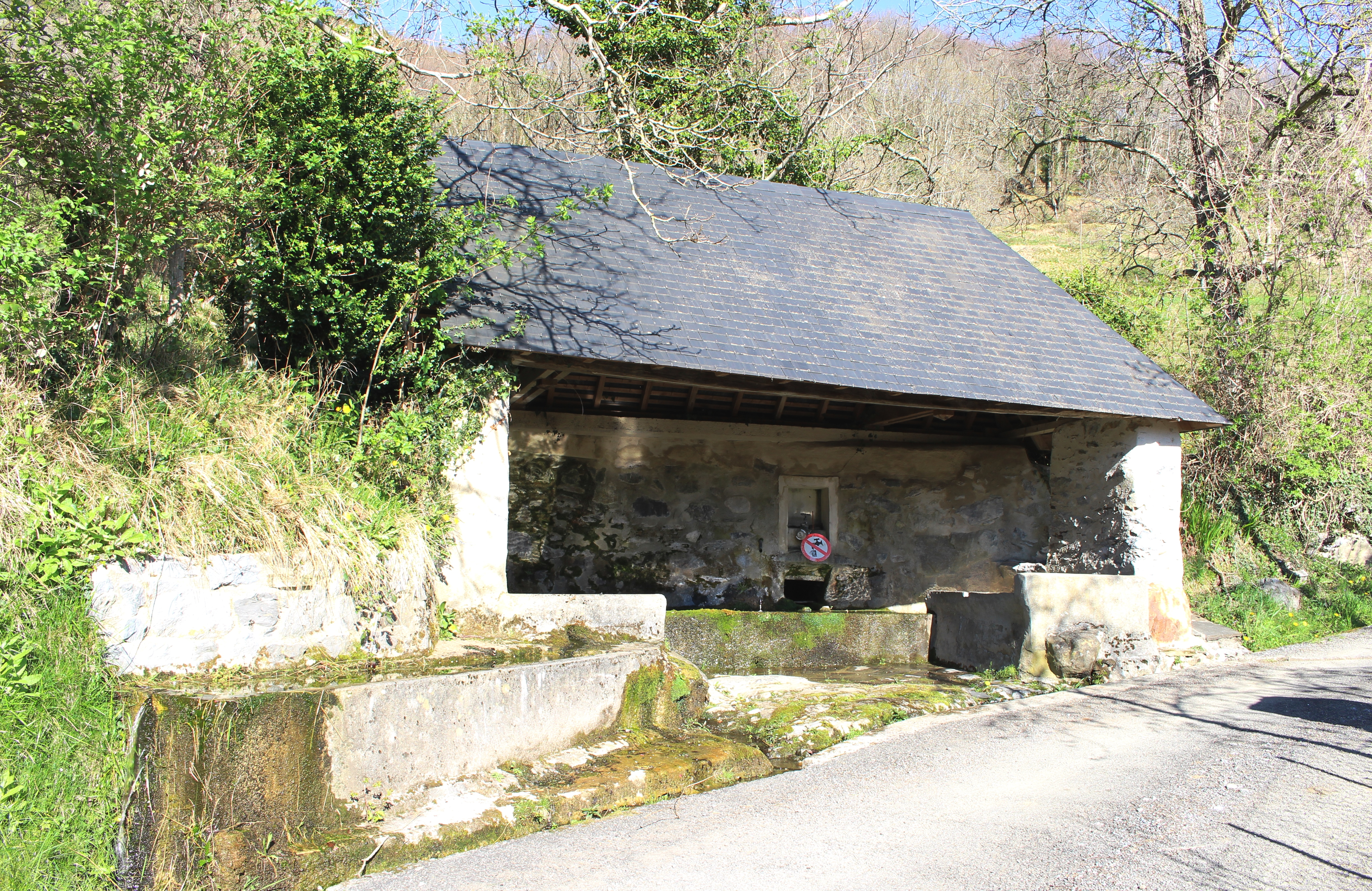
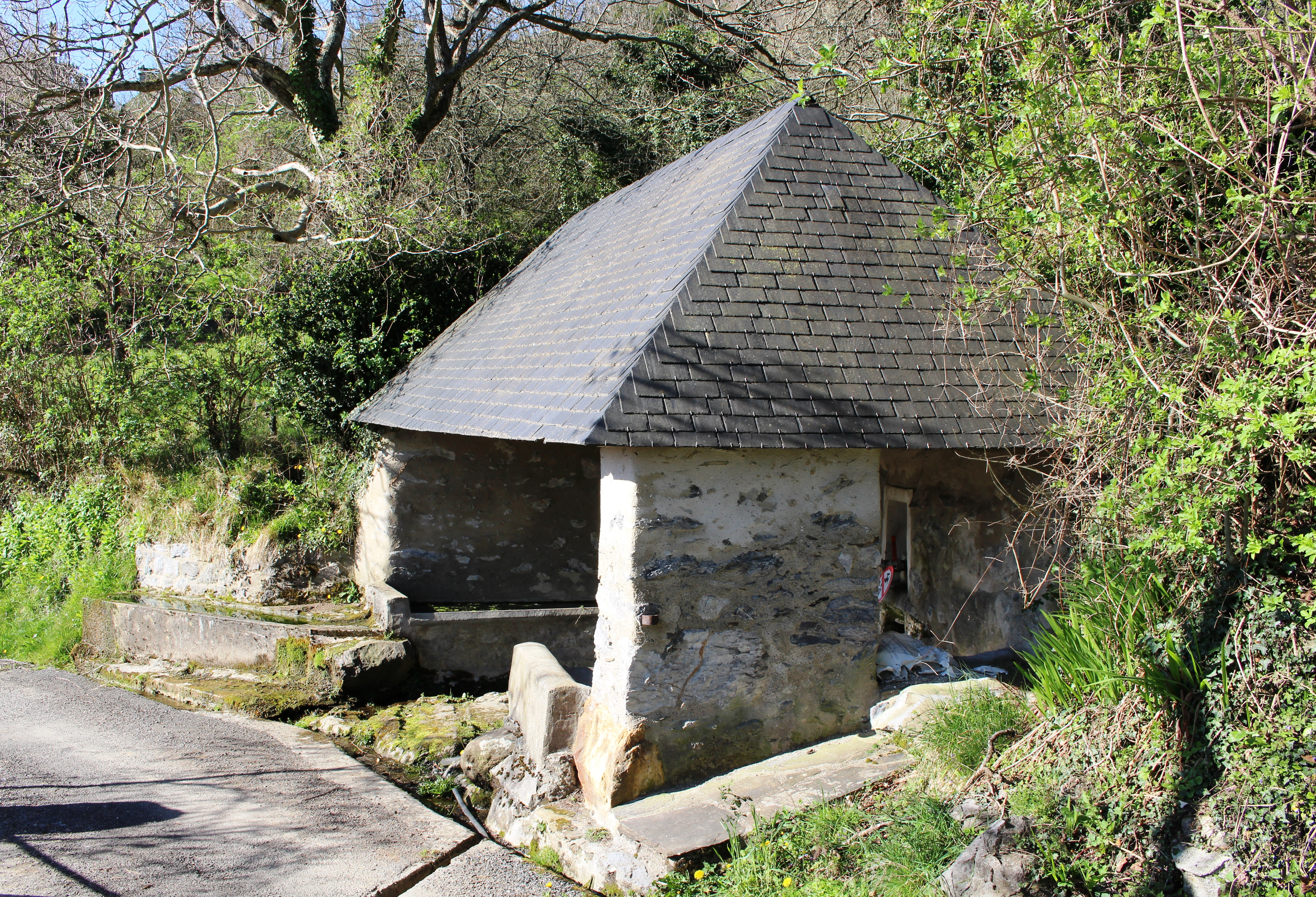

- drei Waschhäuser (lavoirs)
- zwei Wassermühlen
- Gefallenendenkmal
- mehrere Flur- und Wegkreuze
- schwer zugängliche Grotte am Berg Le Coustala im Südwesten der Gemeinde

Kirchen in Jarret

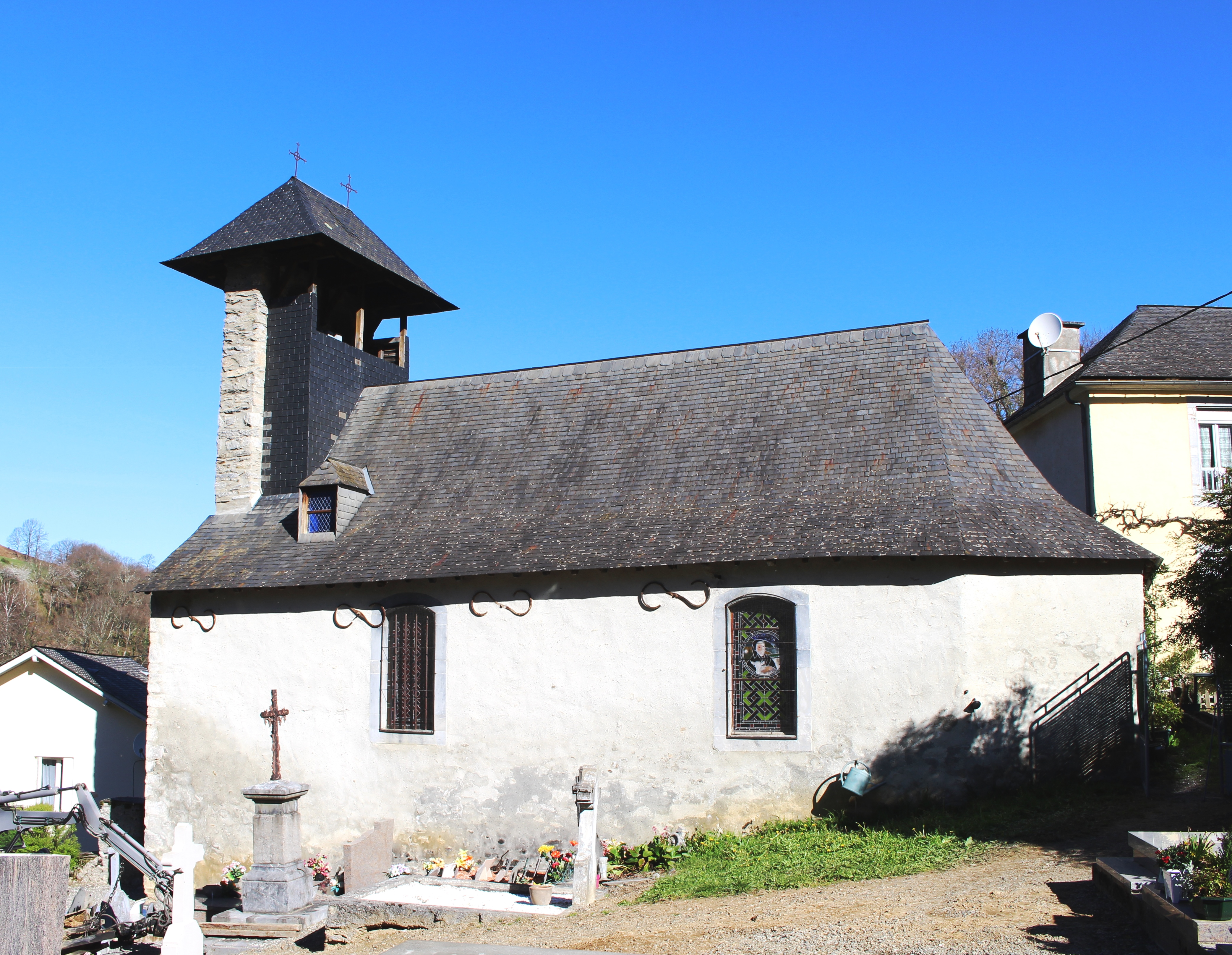
Kirche Saint-Martin
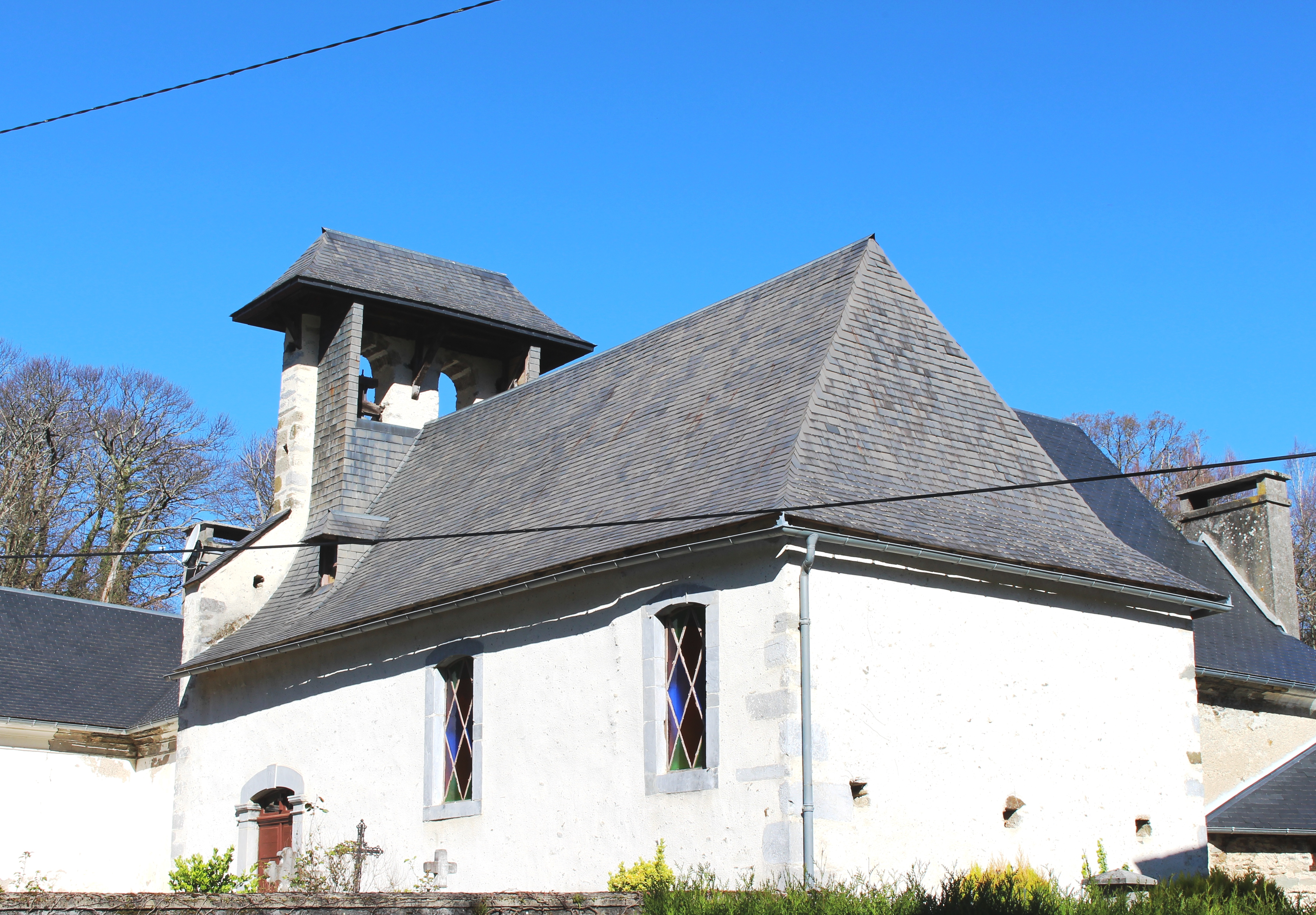
Kirche Saint-Roch
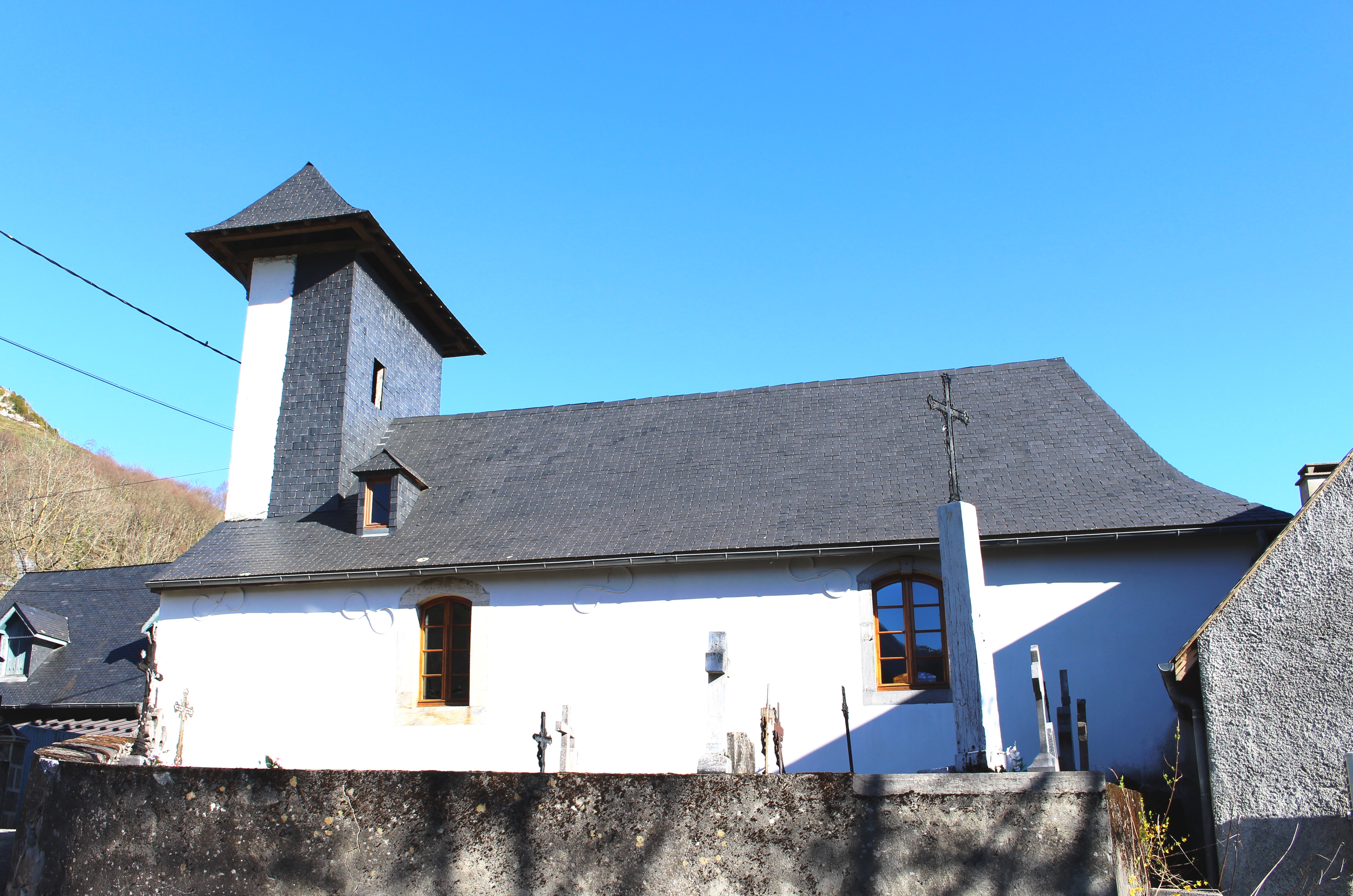
Kirche Saint-Jean-Baptiste

Waschhäuser in Jarret
Wassermühlen in Jarret

## Wirtschaft und Infrastruktur
In Jarret dominiert die Landwirtschaft. In der Gemeinde sind 13 Landwirtschaftsbetriebe ansässig (Getreideanbau, Pferde-, Rinder-, Schaf-, Ziegen- und Geflügelzucht). Darüber hinaus bieten Ferienhäuser und Pensionen Unterkünfte für die Pilger des nahegelegenen Wallfahrtsortes Lourdes.
Die vier Kilometer entfernte Stadt Lourdes ist ein lokaler Verkehrsknoten am Nordrand der Pyrenäen.

## Belege
1. ↑  Michel Grosclaude, Jean-Francois Le Nail: Dictionnaire toponymique des communes des Hautes-Pyrénées, Tarbes, Conseil Général des Hautes-Pyrénées. 2000, ISBN 2-9514810-1-2 (Toponymisches Wörterbuch der Gemeinden der Hautes-Pyrénées).
2. ↑  Jarret auf cassini.ehess
3. ↑  Jarret auf INSEE
4. ↑  Landwirtschaftsbetriebe auf annuaire-mairie.fr (französisch).